# غونسالو كاردوسو (لاعب كرة قدم)
غونسالو كاردوسو (بالبرتغالية: Gonçalo Cardoso) هو لاعب كرة قدم برتغالي في مركز قلب الدفاع، ولد في 21 أكتوبر 2000 في ماركو دي كانافيسس في البرتغال. لعب مع ريال بيتيس.

## وصلات خارجية
- غونسالو كاردوسو (لاعب كرة قدم) على موقع قاعدة بيانات كرة القدم.إي يو (الإنجليزية)
- غونسالو كاردوسو (لاعب كرة قدم) على موقع Soccerway.com (الإنجليزية)
- غونسالو كاردوسو (لاعب كرة قدم) على موقع عالم كرة القدم.نت (الإنجليزية)